# Xanthia punctata
Xanthia punctata là một loài bướm đêm trong họ Noctuidae.